# East African Airways
East African Airways Corp. (EAA, EAAC) war eine Fluggesellschaft, die 1945 als ursprünglich britisches Unternehmen gegründet wurde. Im Januar 1946 nahm die Gesellschaft den Flugbetrieb in den damaligen britischen Kolonialgebieten Kenia, Uganda, Tanganjika und Sansibar auf. Nach ihrer Unabhängigkeit betrieben die
drei ostafrikanischen Staaten Kenia, Tansania und Uganda, welche damals die erste East African Community (EAC) bildeten, die East African Airways als multinationales Unternehmen weiter. 
Als die EAC 1977 aufgelöst wurde, stellte dies auch das Ende der East African Airways dar. Die drei Staaten gründeten ihre jeweils eigene nationale Fluggesellschaft: Kenya Airways, Uganda Airlines und Air Tanzania.

## Flotte

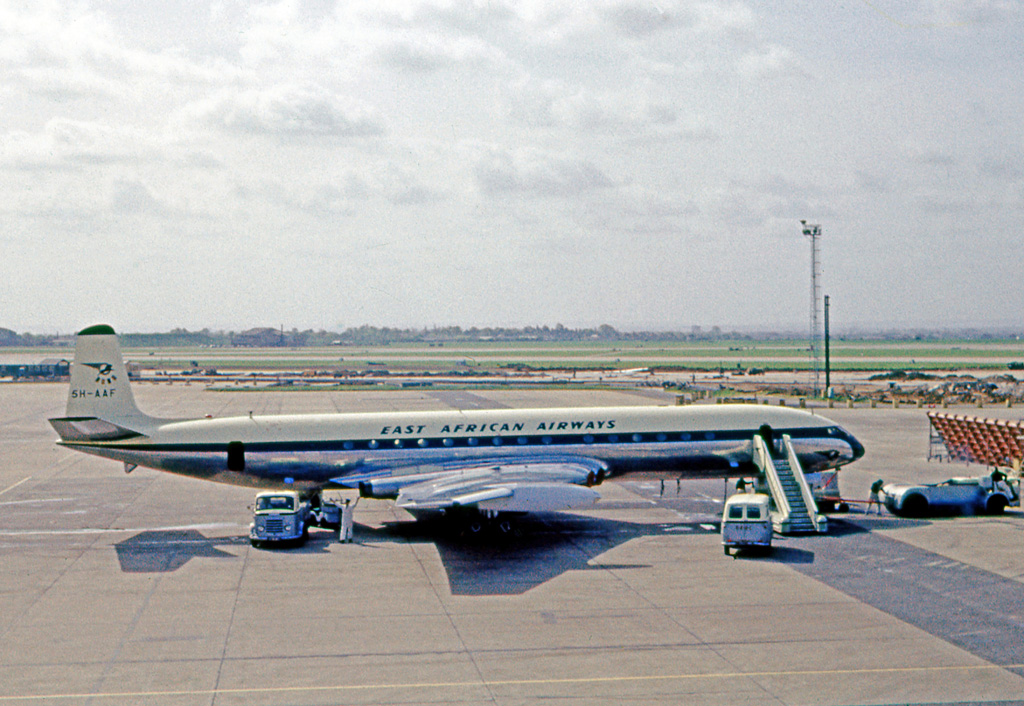
DH.106 Comet der East African Airlines, London-Heathrow 1964

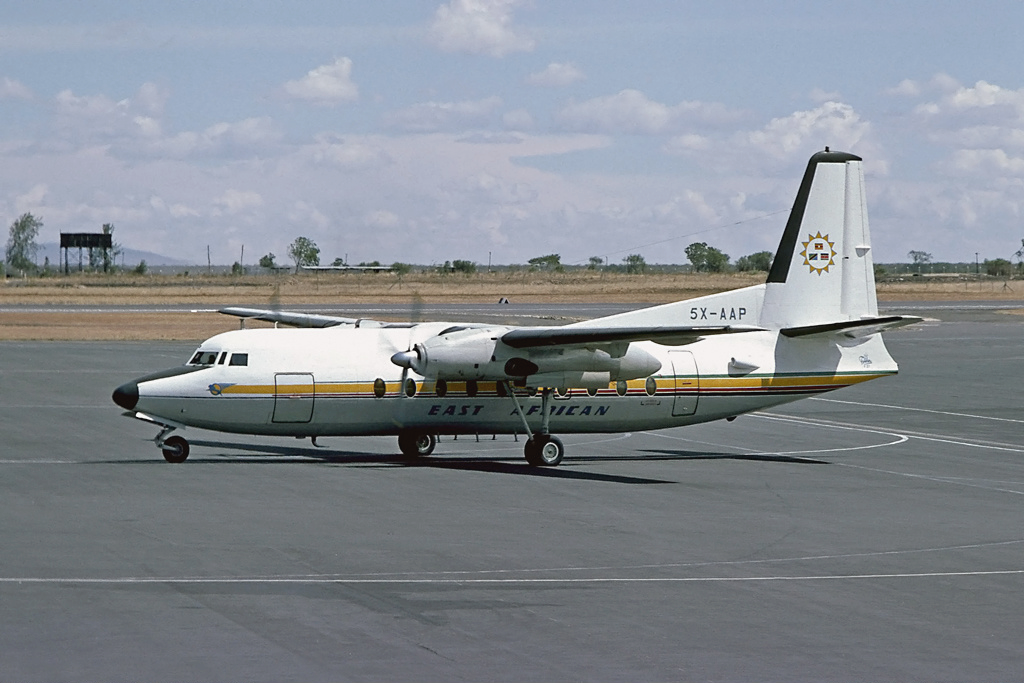
Fokker F27-200 der East African Airlines, Nairobi 1976

EAA verfügte über Flugzeuge des Typs Douglas DC-3 und verschiedene Varianten derselben wie die Douglas DC-3/C-47 Skytrain und C-4s des Typs Canadair North Star. Später wurden sie unter anderem um De Havilland DH.106 Comet und Vickers VC10 ergänzt, um mit der BOAC konkurrieren zu können. In Europa wurden Athen, Kopenhagen, Frankfurt, London, Rom und Zürich angeflogen. In der Flotte von EAA vertreten waren:
- Boeing 707-321
- Canadair North Star
- de Havilland Canada DHC-6 Twin Otter
- De Havilland DH.89 Dragon Rapide
- De Havilland DH.104 Dove
- De Havilland DH.106 Comet 4
- Douglas DC-3
- Douglas DC-3/C-47
- Douglas DC-9-15, -32
- Fokker F-27 Friendship
- Lockheed Lodestar
- Vickers Super VC10

## Zwischenfälle
Von 1955 bis zur Betriebseinstellung 1977 kam es bei East African Airways zu 6 Totalschäden von Flugzeugen. Bei 3 davon kamen 64 Menschen ums Leben. Auszüge:

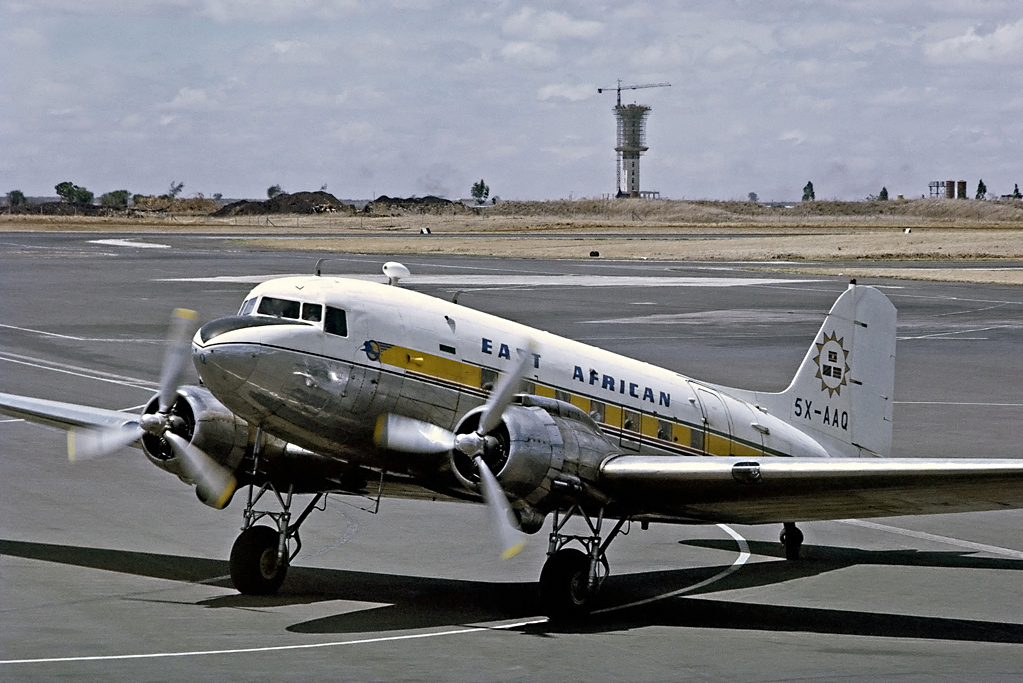
Douglas DC-3 der East African Airlines, Nairobi 1975, baugleich mit den 1955 und 1964 verunglückten

- Am 18. Mai 1955 wurde eine Douglas DC-3/C-47B-40-DK der East African Airways (VP-KKH) in den Südosthang des Mawenzi im Kilimandscharo-Massiv geflogen. Die Maschine startete um 10:39 Lokalzeit vom Flughafen Daressalam nach Nairobi. Um 11:56 Uhr wurde aus einer Höhe von etwa 3200 Meter (FL105) die letzte Positionsmeldung empfangen. Das Wrack der Maschine wurde vier Tage später entdeckt. Durch diesen CFIT (Controlled flight into terrain) wurden alle 16 Passagiere und die 4 Besatzungsmitglieder getötet.[3]

- Am 27. April 1964 kam eine Douglas DC-3C der East African Airways (VP-KJP) während der Landung bei starkem Seitenwind auf dem Flughafen Kilwa in Tansania von der Landebahn ab und geriet auf weichen Untergrund, wodurch sich der linke Propeller löste und ins Cockpit einschlug. Der Kapitän wurde auf der Stelle getötet, während die anderen 24 Insassen überlebten.[4]

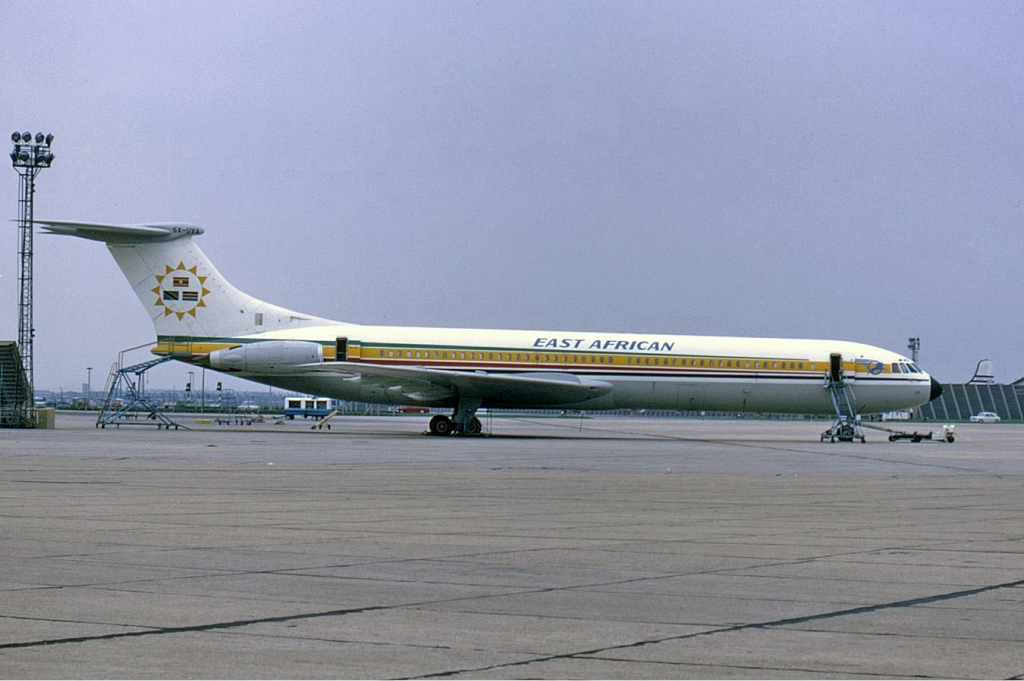
Diese Vickers VC10 (5X-UVA) der East African Airlines verunglückte 1972 beim Start in Addis Abeba.

- Am 18. April 1972 verunglückte eine Vickers VC10 der East African Airways (5X-UVA) beim Start vom Flughafen Addis Abeba. Das Flugzeug war um 06:55 Uhr Lokalzeit in Nairobi mit Endziel London gestartet. Um 08:23 Uhr landete die Maschine für einen planmäßigen Zwischenaufenthalt in Addis Abeba. Während des Rollens zur Startposition für den Weiterflug meldeten die Piloten um 09:32 Uhr mehrere tote Vögel auf der Startbahn, welche daraufhin von einem Feuerwehrfahrzeug entfernt wurden. Die Startfreigabe wurde um 09:38:40 Uhr erteilt. Etwa in der Mitte der Startbahn, kurz vor Erreichen der Entscheidungsgeschwindigkeit (V1), überrollte die Maschine mit dem Bugfahrwerk ein Metallteil, was zum Bersten des rechten vorderen Reifens führte. Die Piloten entschieden sich zum Startabbruch und setzten Umkehrschub, dennoch hob das Flugzeug kurz vor Ende der Startbahn ab. Während des kurzen Fluges wurde durch einen Teil der Landebahn-Befeuerung ein Tank in der linken Tragfläche aufgerissen. Die Maschine kam etwa 60 Meter hinter der Startbahn, in etwa 10 Meter abfallenden Gelände, zum Stehen und fing wegen des auslaufenden Treibstoffs Feuer. Das überrollte Metallteil wurde im Laufe der Untersuchungen als verlorener Teil der Motorabdeckung einer Cessna 185 identifiziert. Als mögliche Hauptursache gilt ein fehlerhaft montiertes Ersatzteil im Bremssystem der VC10, was einen teilweisen Verlust der Bremskraft zur Folge hatte. Dadurch konnte das Flugzeug nicht mehr rechtzeitig vor Ende der Startbahn angehalten werden. Durch den Aufprall und das entstandene Feuer wurden 8 der 11 Besatzungsmitglieder sowie 35 der 96 Passagiere getötet (siehe auch East-African-Airways-Flug 720).[5][6]